# جون نيلسن
جون نيلسن (26 مارس 1946 - ) هو مدرب كرة قدم ولاعب كرة قدم دانمركي في مركز الهجوم. شارك مع منتخب الدنمارك تحت 21 سنة لكرة القدم. أما مع النوادي، فقد لعب مع نادي جوزتيبي وFC Bremerhaven ‏ وNykøbing FC ‏.

## وصلات خارجية
- جون نيلسن على موقع قاعدة بيانات كرة القدم.إي يو (الإنجليزية)